# District de Zaka
Le district de Zaka est une subdivision administrative de second ordre de la province de Masvingo au Zimbabwe.
En 2012, la population du district est estimée à 181 301 habitants.  